# Teletón 2012 (Perú)
La Teletón Perú de 2012 cuyo lema es Todos somos Teletón, fue la vigésima primera edición de dicho evento solidario que se realiza en Perú desde 1981, buscando  recaudar fondos para la rehabilitación infantil de niños con discapacidad motriz que se atienden en la Clínica San Juan de Dios. La actividad se realizó los días 5 y 6 de octubre, teniendo como local principal al Parque de la Exposición de Lima, siendo transmitida en su totalidad por Global Televisión y algunas secuencias por Andina de Televisión, Frecuencia Latina, América Televisión y TV Perú. La meta propuesta ascendió a S/. 8 000 000.

## Antecedentes
El 1 de enero de 2012, se conoció que la 21.ª edición de la Teletón fue programada para los días viernes 5 y sábado 6 de octubre de 2012 y que América Televisión transmitiría la misma. Sin embargo, meses después se anunció que a nombre de la Sociedad Nacional de Radio y Televisión nuevamente Global Televisión encabezaría la cadena solidaria.
El Hno. Isidro Vásquez anunció el 24 de mayo de 2012 el nombramiento del exministro de Economía y excandidato presidencial Pedro Pablo Kuczynski como "Presidente del Patronato del Hogar Clínica San Juan de Dios". Como primera medida se plantea una meta que doble de lo recaudado en 2011 y modernizar la organización y logística del evento. Otro de los planes inmediatos es pasar de 6 a 12 el número de sedes del Hogar Clínica en todo el país. Este nombramiento provocó cierta polémica en allegados al exconductor de la Teletón, en medios de izquierda y en las redes sociales puesto que consideraban que afectaba la independencia política de la Teletón peruana. 
En Trujillo el 29 de agosto de 2012, se reunió por primera vez el Patronato de la Fundación Teletón, reunión en la que se aprobó el programa y el plan de trabajo para la Teletón 2012. El Patronato, además de Kuczynski  quién lo preside, está integrado por personalidades y empresarios de todas las ideologías políticas como el Hno. Isidro Vásquez, representantante de la Orden Hospitalaria San Juan de Dios, Susana Villarán, Alcaldesa de Lima, Hugo Delgado, del Grupo RPP, el tenor Juan Diego Flórez, la señora Yaeko de Hiraoka, Mirta Añaños del Grupo Aje, la excandidata presidencial Keiko Fujimori, la doctora Cecilia Blume, la excongresista Lourdes Flores Nano, el congresista Michael Urtecho, la señora Caridad de la Puente, la señora Ana Cecilia Díaz, el Dr. José Antonio García Miró del Grupo El Comercio, el Arq. Felipe Ortiz de Zevallos e Inés Temple de la ONG Proética. En dicho acto se nombró a Ricardo Saavedra como productor y director general del extenso programa televisivo de 31 horas de duración en reemplazo de Luis Cortines Quintanilla quien llevó esa responsabilidad durante 3 años consecutivos.
El 3 de septiembre de 2012 se hizo el lanzamiento oficial de la campaña en la Quinta Bolívar de Pueblo Libre. En el acto se anunció que el anfiteatro del Parque de la Exposición, será el centro de las actividades artísticas y paralelamente al show televisivo se realizarán actividades deportivas así como una feria gastronómica. Otra de las novedades de este año es que 5 mil jóvenes voluntarios denominados "cruzados" se unen para asumir el desafío de recorrer el país con sus alcancías durante todo el mes de septiembre para recaudar el primer millón de soles antes del evento.

## Participaciones
Joyce Guerovich, Mónica Delta, Pamela Vértiz y Verónica Linares iniciaron esta edición de la Teletón. Continuaron Mathías Brivio, Patricia del Río, Giovanna Castro, Martín Riepl, Álamo Pérez-Luna, Karen Schwarz y Adolfo Aguilar. Luego de la medianoche se hicieron presente los conductores Jessica Tapia, Hernán Vidaurre, Carlos Carlín, entre otros. El día siguiente estuvieron a cargo de los primeros bloques Lorena Álvarez, Maribel Toledo-Ocampo, Rossana Fernández-Maldonado, Maricarmen Marín, Ana Trelles, Ricardo Bonilla «Timoteo», Manolo del Castillo, Julio Menéndez y Renzo Schuller. Luego del mediodía participaron Laura Huarcayo, Alfredo Benavides, Sasha Kapsunov, Bruno Pinasco, Marisel Linares, Adriana Zubiate, Mariella Patriau, Nikko Ponce, Ernesto Pimentel «la chola Chabuca», Carlos Galdós, Arturo Álvarez, Almendra Gomelsky, Cecilia Bracamonte, Fernando Díaz, Mario Bryce, Thais Casalino, Gian Piero Díaz, Magdyel Ugaz, Maju Mantilla, Cristian Rivero, Gigi Mitre, Mariella Zanetti, una corta aparición de Stephanie Cayo y Pilar Higashi.
Entre los enlaces a show externos figuran los elencos de Combate y Esto es guerra.
Entre los telefonistas estuvieron Rosa María Palacios y Pedro Pablo Kuczynski.
La Radio Teletón estuvo a cargo de Adolfo Bolívar, Eduardo «Chino» Toguchi, José Luis Pérez Albela, Richard Roque, Cucho La Rosa, Gisela Ponce de León, Luciano Vargas Loo, Regina Alcóver, Héctor Felipe y Alfredo Gálvez.

## Actuaciones
Shantall Young Oneto, Adalí Montero, Christian Domínguez, Tommy Portugal y Giovanni N (con Ballet de la academia Esceni-K de Tati Alcántara) interpretaron el himno oficial. La primera noche estuvo acompañada de artistas como Álex Lora, Eva Ayllón, Eddie Santiago, Bartola y Leslie Shaw. Los siguientes números estuvieron a cargo de Sabor y Control, Pelo D'Ambrosio y un mix de baile de las ex Miss Perú (Silvia Cornejo, Giuliana Zevallos, Nicole Faverón y Rosa Elvira Cartagena).
Elencos de musicales como Hadas (Alexandra Graña, Lorena Caravedo, Emilia Drago, entre otros) y Chicago (Denisse Dibós, Marco Zunino, Tati Alcántara, Anahí de Cárdenas, entre otros) presentaron un medley.
Otros artistas que se presentaron fueron Colectivo Circo Band, Shantall Young Oneto y Giovanni N, Karla La Condesa, Esencia Banda Show, Chris Milligan, Pamela Rodríguez, Los Shapis, Rossy War, Amanda Portales, Coro Ángeles de Marita Cabanillas, Show Fantabuloso, El show del payaso Pitillo, el Ballet de la academia de Michael Solier, Afrodisiaco, los Hermanos Zevallos, el Dúo de Oro, los Kipus, el elenco de baile de Arturo Chumbe, Alejandra Pascucci y el Ballet de la academia de Michael Solier.
Los últimos números estuvieron a cargo de Yola Polastry y sus burbujitas, Vernis Hernández, un medley de Marco Antonio Guerrero, Katy Jara, Rosa Flor, Max Castro, Willy Rivera y Alejandra Pascucci. Se hicieron presente antes de la medianoche Pilar Montenegro, Ádammo, exparticipantes de Yo soy (Ani Rodríguez, Marco Bruno, Ytalo Faijo, Katherine Vega, Walter Polastri y Marcela Luna), Maricielo Effio, Ernesto Pacheco y escuela de baile Talentos, Álex Lora, un número de Alberto «Chiquito» Rossel, Juan Zegarra, Carlos «Mina» Zambrano, David «Pantera» Zegarra, Giannina Luján y Rocio Miranda, también Hermanos Yaipén, Carlos Cacho y Vanessa Jerí, y al final Pimpinela.

## Eventos
- Lima[3]
  - Gran Concierto Apertura de la Teletón, el 29 de setiembre en el Parque Juan Pablo II en San Miguel. Contó con la participación de Leslie Shaw, Mia Mont, Lucía de la Cruz, Dilbert Aguilar, Willy Rivera, Marisela Puicón, entre otros.
  - Celebrity Bartender en la discoteca Aura de Larcomar el jueves 4. Contó con la participación de Vanessa Terkes, Cristian Rivero, Karen Schwarz, Andrés Wiese, Gonzalo Revoredo, entre otros.[4]
  - La Feria Teletón se inicia el viernes 5 de octubre a las 10:00 a. m. en el Parque de la Exposición y culmina el domingo 7 a las 9:00 p. m.. Habrá más de cuarenta expositores. El domingo amenizará el evento la cantante  Annette Moreno.
  - El Pachangón de la Teletón el viernes 5 en el Huaralino, con orquestas de cumbia, salsa y los participantes de Combate.
  - El Reto del Sabor será en Lima Plaza Norte. Se inició el sábado 6 al mediodía con la participación de más de 10 reconocidos chefs y la participación de los participantes de Esto es guerra.
  - 8K Corre… todos somos Teletón el sábado 6: gran carrera de 8 kilómetros organizada por el Instituto Peruano del Deporte. La carrera culminará con una vuelta a la cancha del Estadio Nacional, donde además habrá un espectáculo familiar con el Partido de las Estrellas y una coreografía con más de 3 mil personas, incluyendo los participantes del programa Combate.
  - Copa Teletón el sábado 6 en el estadio Manuel Bonilla de Miraflores, se reunieron voleibolistas consagradas y actuales seleccionadas. Estuvieron como invitados algunos imitadores exparticipantes del programa Yo soy.
  - Partido de fútbol: Sporting Cristal vs Los Caimanes, el 6 de octubre en el Estadio Alberto Gallardo[5]
  - El Teletonazo será el sábado 6 también en el Huaralino, desde las 7 p. m. hasta la madrugada.

- Cusco
  - I Festival World Music Cusco 2012,5 de octubre. Participación de Los Cafres, Gondwana, Matamba, La Gange, Cuerdas, Jah+Tafari y Piedra, en el Estadio Universitario.[6]
  - II Festival Teletón, 6 de octubre. Participación de La Sarita, Jhovan Tomasevich, Pachongo, Teo Ríos, Los Monkiss, Grupo Ángeles de Fuego, en el Estadio Universitario.[7]
  - Partido de fútbol: Selección Peruana de Fútbol vs Cienciano, 6 de octubre en el Estadio Garcilaso de la Vega.[8]

## Recaudación
El excandidato a la presidencia de la república Pedro Pablo Kuczynski, donó S/ 100 000, premio que ganó en el programa El valor de la verdad.
Nombrados "Embajadores de la Teletón" como Cati Caballero, Carla Robbiano, Julio Gagó, Emilia Drago, Blanca Ramírez, Jesús Alzamora, Rebeca Escribens, Laura Borlini, Vanessa Terkes, Javier Valdés y Karen Dejo entregaron durante la emisión del programa cada uno un cheque con la cantidad de ayuda que recaudaron.
La Bolsa de Valores de Lima, la Universidad Nacional Mayor de San Marcos, los trabajadores de la Superintendencia de Banca y Seguros, Scotiabank, Backus, Sporting Cristal, los trabajadores del Banco de la Nación, Ripley, APDAYC, Primax, entre otras entidades y empresas se hicieron presentes con donaciones. Donativos de otras empresas también llegaron a través del programa El gran show.
Al finalizar el evento, luego de 30 horas y 20 minutos de transmisión, la cifra recaudada fue de S/. 7 325 438,23 soles. por lo que no se alcanzó la ambiciosa meta de S/. 8 000 000 de soles. Sin embargo, la cifra final antes con los donativos no contabilizados y posteriores fue superior, llegando a la suma de S/. 7 357 252,13 en 7 de noviembre de 2012.